# 3-гидрокси-3-метилглютарил-кофермент А редуктаза
3-гидрокси-3-метилглютарил-кофермент А редуктаза (англ. HMG-CoA reductase, 3-hydroxy-3-methyl-glutaryl-CoA reductase, HMGR) — фермент (КФ 1.1.1.88 Архивная копия от 26 мая 2011 на Wayback Machine), катализирующий синтез мевалоновой кислоты, лимитирующую стадию метаболического пути синтеза холестерина и других изопреноидов. Данный фермент является мишенью лекарств, снижающих уровень холестерина (статинов). Редуктаза гидроксиметилглютарил кофермента А заякорена в мембранах эндоплазматического ретикулума и имеет семь трансмембранных доменов, активный центр располагается на длинном С-концевом домене, со стороны цитозоля. По некоторым данным, фермент содержит восемь трансмембранных доменов.
Шифр фермента для NAPDH-зависимого фермента КФ 1.1.1.34 Архивная копия от 26 мая 2011 на Wayback Machine и КФ 1.1.1.88 Архивная копия от 26 мая 2011 на Wayback Machine для NADH-зависимого.
У человека ген HMGR располагается на длинном плече пятой хромосомы (5q13.3-14). Соответствующие ферменты животных, растений и бактерий выполняют сходную функцию.

## Реакция
3-гидрокси-3-метилглютарил-кофермент А редуктаза катализирует реакцию превращения 3-гидрокси-3-метил-глютарил-кофермента А в мевалоновую кислоту:
|  |

## Ингибиторы

### Лекарства
Лекарственные препараты, ингибирующие 3-гидрокси-3-метилглютарил-кофермент А редуктазу, называют статинами (гиполипидемическими препаратами). Статины используют для снижения уровня холестерина в крови, для профилактики сердечно-сосудистых заболеваний, а также для терапии аутоиммунных заболеваний (ревматоидный артрит в сочетании с умеренными дозами болезньмодифицирующих препаратов).
Коммерчески доступны следующие статины: розувастатин (CRESTOR), ловастатин (Mevacor), аторвастатин (Lipitor), правастатин (Pravachol), флювастатин (Lescol), питавастатин (Livalo) и симвастатин (Zocor). Экстракт красных рисовых дрожжей содержит несколько природных статинов, снижающих уровни холестерина - монаколины. Наиболее известен монаколин К — ловастатин (торговая марка мевакор)
Лекарственный препарат выторин содержит симвастатин и эзетимиб и обладает двумя эффектами — снижение и синтеза холестерина, и всасывания холестерина в кишечнике.

### Гормоны
3-гидрокси-3-метилглютарил-кофермент А редуктаза активна при высоком уровне глюкозы в крови. Ферменты инсулин и глюкагон поддерживают гомеостаз глюкозы в крови, и, таким образом, опосредованно контролируют активность HMGR. Снижение активности фермента вызывается АМР-зависимой протеинкиназой, чувствительной к уровню АМР и лептина.

## Значение
HMG-CoA редуктаза является трансмембранным белком и катализирует ключевую стадию в синтезе мевалоновой кислоты, которая является предшественником стеролов, изопреноидов и других липидов. У человека HMG-CoA редуктаза катализирует ключевую стадию синтеза холестерина и представляет является основной мишенью лекарственных препаратов, снижающих уровень холестерина.
Гидроксиметилглютарил-СоА редуктаза не только участвует в синтезе холестерина, но и обладает также другими эффектами. Показаны противовоспалительные эффекты статинов, которые, по-видимому, являются ограничивают синтез изопреноидов, необходимых для воспалительных процессов. Показано, что блокирование синтеза изопреноидов статинами благотворно влияет на протекание рассеянного склероза (воспалительное аутоиммунное заболевание) на мышиных моделях.
HMG-CoA редуктаза является также важным ферментом в биологии развития. Ингибирование её активности привоидит к нарушениям морфологическим дефектам у zebrafish.

## Регуляция

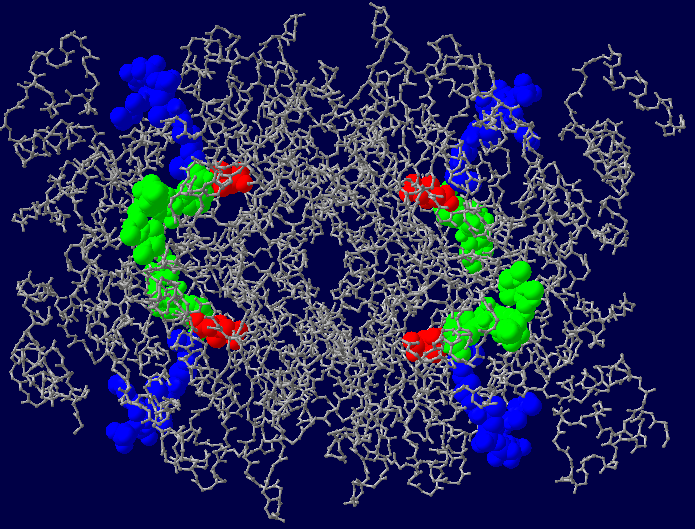
Комплекс гидроксиметилглютарил-кофермент А редуктазы с субстратом, синим обозначена HMG-CoA редуктаза, красным гидроксиметилглютарил-кофермент А, зеленым — NAPDH

Регуляция фермента осуществляется на разных стадиях: транскрипция, трансляция, деградация, фосфорилирование.

### Транскрипция
Транскрипция гена редуктазы усиливается белком, связывающимся с регуляторным элементом стерола (англ. SREBP, sterol regulatory element binding protein). SREBP связывается с регуляторным элементом стерола (англ. SRE), который находится на 5'-конце гена редуктазы. Когда SREBP неактивен, он связан с эндоплазматическим ретикулумом или с ядерной мембраной. Когда уровень холестерина снижается, SREBP диссоциирует от мембраны путём протеолиза и переносится в ядро клетки, где связывается с SRE и усиливает транскрипцию. При повышении уровня холестерина, протеолитическое отщепление SREBP от мембран прекращается, а белки в ядре подвергаются деградации.

### Трансляция
Трансляция мРНК ингибируется производным мевалоновой кислоты, возможно, фарнезолом.

### Деградация редуктазы
Повышение уровня стеролов усиливает деградацию редуктазы на эндоплазматическом ретикулуме, а также её протеолиз. Спирали 2-6 трансмембранного домена редуктазы HMG-CoA улавливают повышение концентрации холестерина, что приводит к открытию остатка лизина-248, который далее убиквитинилируется лигазой Е3 и служит сигналом для протеолиза.

### Фосфорилирование
Краткосрочное ингибирование HMG-CoA редуктазы достигается путём фосфорилирования (по остатку серина 872, у человека). Редуктаза HMG-CoA фосфорилируется и инактивируется АМР-зависимой протеинкиназой, которая фосфорилирует и инактивирует ацетилкофермент А карбоксилазу, лимитирующую биосинтез жирных кислот. Оба пути использования ацетил-СоА для синтеза липидов инактивируются при уменьшении запасов энергии и повышении концентрации АМР.
Показано, что LKB1 является киназой АМР киназы, которая принимает участие в передаче сигнала с участием ионов кальция и кальмодулина. Этот путь передает сигнал от лептина, адипонектина и других сигнальных молекул.

## Внешние ссылки
- Синтез холестерина Архивная копия от 4 июля 2017 на Wayback Machine с подробностями регуляции